# Remigiusz Ryziński
Remigiusz Ryziński (ur. 1978 w Pucku) – polski filozof, kulturoznawca, tłumacz i reportażysta oraz działacz na rzecz środowiska LGBT+. 

## Życiorys
Absolwent Uniwersytetu Jagiellońskiego. Habilitował się w 2012 na podstawie rozprawy o francuskim feminizmie we współczesnej Francji. Zajmuje się także teoriami gender i queer. Za reportaż Foucalt w Warszawie otrzymał nominację do Nagrody Literackiej „Nike” 2018. Tłumaczył książki Umberto Eco, Jeana-Paula Sartre’a oraz Julii Kristevy.

## Wybrane publikacje
- 2017 – Foucalt w Warszawie
- 2018 – Dziwniejsza historia
- 2020 – Moje życie jest moje. Opowieści o wolności i pożądaniu
- 2021 – Hiacynt. PRL wobec homoseksualistów